# Hassa (district)
Hassa is een Turks district in de provincie Hatay en telt 54.020 inwoners (2007). Het district heeft een oppervlakte van 514,3 km². Hoofdplaats is Hassa.
De bevolkingsontwikkeling van het district is weergegeven in onderstaande tabel.
| 1997   | 2000   | 2007   |
| ------ | ------ | ------ |
| 52.984 | 49.994 | 54.020 |